# Prisme de Pellin-Broca
Pour les articles homonymes, voir Pellin et Broca (homonymie).

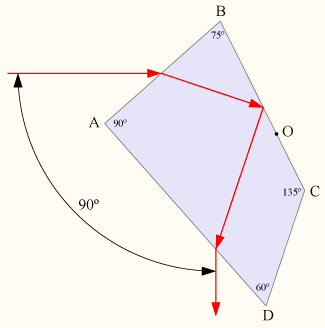
Prisme de Pellin-Broca.

Un prisme de Pellin-Broca est un type de prisme à déviation constante de 90° nommé selon ses inventeurs Philibert Pellin et André Broca. Inventé en 1899, ce prisme est destiné à être utilisé en spectroscopie.

## Description
Un prisme de Pellin-Broca est l'équivalent de deux prismes de 30° et un prisme à réflexion totale, un grand prisme à 30° dont la grande face sert d'entrée, collé à un prisme à angle droit servant à la réflexion totale, lui-même collé à un plus petit prisme à 30° dont la grande face sert de sortie. Le prisme est ainsi formé d'un bloc de verre à base quadrilatérale d'angles 90°, 75°, 135°, et 60°.
Lorsqu'un faisceau monochromatique entre au minimum de déviation classique d'un prisme de 60° d'angle au sommet, il ressort dévié perpendiculairement. De ce fait, il est possible de dévier une longueur d'onde à la fois, et la sélection de la longueur d'onde se fait en tournant légèrement le prisme sur une table rotative et munie d'un vernier.

## Caractéristiques
Le prisme de Pellin-Broca est de préférence en verre flint, un verre dont les qualités dispersives sont assez grandes.
La résolution d'un tel prisme est de {\displaystyle 2L{\frac {\partial n}{\partial \lambda }}} où L est la longueur de l'hypoténuse de la base du plus petit prisme à angle droit qui compose le prisme de Pellin-Broca ; n est l'indice du verre et λ la longueur d'onde sélectionnée. La dispersion du prisme de Pellin-Broca est la même que celle d'un prisme de 60° au sommet.

## Usage
Ce prisme a été inventé dans le but de réaliser un spectromètre à déviation constante. Encombrant, le système a été lentement abandonné au profit de son utilisation dans les monochromateurs.
Plus récemment, le prisme de Pellin-Broca a été utilisé comme séparateur d'harmonique. En optique non-linéaire, il est possible de générer des longueurs d'onde dans l'ultra-violet à partir d'un laser travaillant dans l'infrarouge par génération de seconde harmonique (ou doublage de fréquence) ou par génération de la fréquence somme. Dans ce cas, il reste très souvent des harmoniques résiduelles. Le prisme de Pellin-Broca permet d'effectuer pour les lasers Nd:YAG une séparation d'harmonique efficace de manière à ne conserver que la longueur d'onde voulue.